# Серафимовка (Новгородская область)
Серафимовка — деревня в Боровичском муниципальном районе Новгородской области, относится к Волокскому сельскому поселению.
Деревня находится 15 км к северо-западу от центра поселения — деревни Волок, на правом берегу реки Шалимовка. Серафимовка расположена в четырёх километрах к северо-западу от прежнего административного центра сельского поселения — посёлка Кировский.

## История
В 1855 году на Десято-Пятницком погосте, смежном с Серафимовкой и Вятеревым, был выстроен каменный трёхпрестольный храм с колокольней — Десято-Пятницкий храм (освящён был во имя великомученицы Параскевы). При церкви действовала школа. В 1911 году деревня Серафимовка относилась к Десято-Пятницкой волости Боровичского уезда Новгородской губернии, число жителей тогда было — 75, дворов — 12, деревня тогда находилась на земле Больше-Каменецкого сельского общества, в деревне была мелочная лавка, на Десято-Пятницком погосте, что был на церковной земле было 20 жителей и 3 двора, имелись 2 мелочные лавки, действовала церковь имелись земская и церковно-приходская школы, каждую 10-ю пятницу после Пасхи проводилась ежегодная ярмарка.
По постановлению ВЦИК от 3 апреля 1924 Десято-Пятницкая волость была присоединена к Волокской волости уезда. Затем, с августа 1927 года, деревня в составе Вятеревского сельсовета новообразованного Боровичского района новообразованного Боровичского округа в составе переименованной из Северо-Западной в Ленинградскую области. В ноябре 1928 года Вятеревский сельсовет был упразднён, а деревня вошла в состав Большекаменецкого сельсовета. По постановлению ЦИК и СНК СССР от 23 июля 1930 года Боровичский округ был упразднён, а район перешёл в прямое подчинение Леноблисполкому.
В 1937 году последний настоятель храма был расстрелян, а монахиню жившую при храме с 1920-х годов арестовали в декабре того же года и приговорили к 10 годам. С 1938 года Десятопятницкий храм закрыт.
Указом Президиума Верховного Совета СССР от 5 июля 1944 года была образована Новгородская область и Боровичский район вошёл в её состав.
Решением Новгородского облисполкома № 359 от 8 июня 1954 года Большекаменецкий сельсовет был упразднён, а деревня Серафимовка была передана в состав Окладневского сельсовета, затем решением Новгородского облисполкома № 296 от 9 апреля 1960 года деревня Серафимовка была передана в состав Выглядовского сельсовета, а в связи с перенесением центра Выглядовского сельсовета на центральную усадьбу совхоза им. Кирова Выглядовский сельсовет был переименован в Кировский.
Во время неудавшейся всесоюзной реформы по делению на сельские и промышленные районы и парторганизации, в соответствии с решениями ноябрьского (1962 года) пленума ЦК КПСС «о перестройке партийного руководства народным хозяйством» с 10 декабря 1962 года и сельсовет и деревня вошли в крупный Боровичский сельский район, а 1 февраля 1963 года административный Боровичский район был упразднён. Пленум ЦК КПСС, состоявшийся 16 ноября 1964 года, восстановил прежний принцип партийного руководства народным хозяйством, после чего Указом Верховного Совета РСФСР от 12 января 1965 года сельские районы были преобразованы вновь в административные районы и решением Новгородского облисполкома от 12 января 1965 года и Кировский сельсовет и деревня вновь в Боровичском районе.
После прекращения деятельности Кировского сельского Совета в начале 1990-х стала действовать Администрация Кировского сельсовета, которая была упразднена с 1 января 2006 года на основании постановления Администрации города Боровичи и Боровичского района от 18 октября 2005 года и деревня Серафимовка, по результатам муниципальной реформы входила в состав муниципального образования — Кировское сельское поселение Боровичского муниципального района (местное самоуправление), по административно-территориальному устройству была подчинена администрации Кировского сельского поселения Боровичского района. С 12 апреля 2010 года после упразднения Кировского сельского поселения Серафимовка в составе Волокского сельского поселения.

## Население
| 1989 | 2002 | 2006 | 2008 | 2009 | 2010 |
| ---- | ---- | ---- | ---- | ---- | ---- |
| 7    | ↘6   | ↗9   | ↗10  | →10  | ↘3   |

По переписи населения 2002 года, в деревне проживали 6 человек (83 % русские)

## Экономика
Серафимовка известна фермерским хозяйством Александра Новикова, приехавшего в деревню в 1989 году — по газетному объявлению. А. Новиков начал здесь строительство мини-электростанции.

## Достопримечательности
Серафимовка известна родником, который носит название «Голова». По легенде в роднике «Голова» произошло явление чудотворной иконы святой Параскевы, поэтому сама чудотворная икона получила имя «Пятница в головах». Икону, как считали верующие, несколько раз приносили на это место шестикрылые Серафимы, от этого считают и пошло название деревни. Праздник великомученицы Параскевы, отмечался здесь каждый год на Десятую Пятницу после Пасхи.
Церковь Параскевы Пятницы I половины XIX века отнесена к памятникам истории регионального значения; к востоку от деревни находится региональный памятник природы — карстовая река Серебрянка